# Алексеево (Карелия)
Алексеево — деревня в составе Авдеевского сельского поселения Пудожского района Республики Карелия.

## Общие сведения
Расположена в 38 км к северо-западу от райцентра Пудож, на западном берегу озера Купецкого, в 1 км от автодороги М18 Кола (Москва — Мурманск), ближайшее селение — деревня Октябрьская в 1,5 км южнее.

## Население
| 2002 | 2010 | 2013 |
| ---- | ---- | ---- |
| 2    | ↗7   | →7   |

## Известные уроженцы
- Ремезов Никита Антонович (1878—1943) — русский сказитель.